# 若热·安德拉德
若热·安德拉德（葡萄牙語：Jorge Andrade，1978年4月9日—），全名佐治·文奴·艾美達·高美斯·達·安達迪（葡萄牙語：Jorge Manuel Almeida Gomes de Andrade），是一名葡萄牙足球運動員，擔任中堅，原效力意大利甲組聯賽球隊祖雲達斯，現為自由身球員。
安達迪與不少球會拉上關係，包括車路士、利物浦、曼聯、巴塞隆拿、華倫西亞和國際米蘭等，但安達迪最終在2007年夏天離開拉科魯尼亞，以1000万欧元的身价轉會至祖雲達斯。在祖雲達斯對羅馬的比賽，安達迪的韌帶撕裂，導致他休養了整個賽季，甚至落選了2008年歐洲國家盃葡萄牙的名單。
2009年4月8日，祖雲達斯與安達迪双方以友好的方式在解约的问题上达成了一致。安達迪在2007年夏天加盟尤文图斯後，只打了几场比赛就伤了，在此后近一年半的时间里，葡萄牙人一直在养伤，始终没有代表尤文图斯打一场比赛，原本安德拉德的合同还有一年，但尤文图斯不準备继续养着一个伤号了，而安德拉德也认为，不应该继续这样不打比赛白拿工资，因此双方在解约的谈判上没有费太大周折就达成了一致。
佐治·安達迪與一些葡萄牙國家隊隊友，如米基爾、蘭尼等都是來自佛德角。

## 國家隊
安達迪於2001年4月首次代表葡萄牙，並於2002年參加世界盃和2004年歐洲國家盃，至2007年7月已代表葡萄牙50次，射入3球。